# Publio Septimio Apro
Publio Septimio Apro (en latín: Publius Septimius Aper) fue un senador romano que vivió en el siglo II, y desarrolló su carrera política bajo los imperios de Adriano y Antonino Pío.

## Carrera
El único cargo conocido de Apro fue el de consul suffectus para el nundinum de julio a diciembre del año 153, bajo Antonino Pío.

## Descendencia
Lucio Septimio Apro, cónsul ordinario en el año 207, era probablemente su nieto.